# Pulford
Pulford ist ein Dorf und ein civil parish in der Unitary Authority Cheshire West and Chester in der zeremoniellen Grafschaft Cheshire, England. Es liegt an der Straße B5445, südwestlich von Chester und an der Grenze zu Wales. Der Name des Dorfes ist vermutlich abgeleitet von den walisischen Worten Pwll („Marsch“) und Ffordd („Übergang“). Nach den Angaben des 2001er Zensus hatte die Gemeinde 395 Einwohner, 2022 war die Einwohnerzahl auf 613 gestiegen.
Im Parish gibt es mehrere nennenswerte Bauwerke, darunter ein Schloss, eine Kirche und ein Hotel.
Pulford Castle – das Bauwerk ist nicht mehr erhalten, nur die Erdwälle der Burg sind noch erhalten und befinden sich hinter der Kirche von St Mary – war eine kleine normannische Verteidigungsanlage mit Motte und Burghof am Rande des Dorfes. Die Burg wurde an strategisch günstiger Stelle erbaut, um eine Straße und einen Flussübergang zu schützen und wurde um das Jahr 1000 gebaut. Hier befand sich während der Revolte von Owain Glyndŵr im Jahr 1403 eine Garnison.
Die Pulford Parish Church ist eine Marienkirche, die 1844 umgebaut wurde. Der Entwurf stammt von John Douglas, gestiftet wurde der Bau von Hugh Lupus Grosvenor, 1. Duke of Westminster. Die erste Erwähnung einer Kirche an dieser Stelle stammt aus dem 12. Jahrhundert, und der erste Gemeindepfarrer ist in alten Dokumenten als Hugo genannt. Die Kirchturmspitze hat eine Höhe von rund 40 Metern. In den 1980er Jahren zerstörte ein Feuer das Dach des Kirchturms, der später restauriert wurde.
Im Ort befindet sich ein großes Hotel, das Grosvenor Pulford Hotel. Grosvenor ist der Familienname des Duke of Westminster, dessen Sitz sich im nahegelegenen Eaton Hall befindet.

## Belege
1. ↑  Poulton and Pulford. UK Census Data, 13. Dezember 2022, abgerufen am 16. August 2025 (englisch).